# Rundfunkjahr 1974

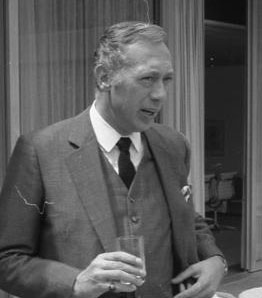
1974: Horst Tappert ist erstmals in der Rolle des Oberinspektors Stephan Derrick zu sehen

Liste der Rundfunkjahre

◄◄ | ◄ | 1970 | 1971 | 1972 | 1973 | Rundfunkjahr 1974 | 1975 | 1976 | 1977 | 1978 | ► | ►►

Weitere Ereignisse

## Allgemein
- Start von Farbfernsehen nach der PAL-Norm in Abu Dhabi und Katar.
- 10. Juli – Der österreichische Nationalrat verabschiedet das Bundesverfassungsgesetz über die Sicherheit und Unabhängigkeit des Rundfunks mit den Stimmen der SPÖ-Fraktion.[1]
- 11. Oktober – Otto Oberhammer wird zum Nachfolger von ORF-Generalintendanten Gerd Bacher gewählt.
- 28. Oktober – Die Stars der CBS-Sitcom Mary Tyler Moore, Mary Tyler Moore und Valerie Harper erscheinen auf dem Cover des Time-Magazins.[2]
- 12. Dezember – Lothar Loewe wird als ARD-Korrespondent in der DDR akkreditiert.

## Hörfunk
- Zum Doppeljubiläum 50 Jahre Rundfunk in Österreich und zum hundertsten Geburtstag des Autors produziert der ORF eine vollständige Hörspielfassung von Die letzten Tage der Menschheit von Karl Kraus.
- Peter Leonhard Braun übernimmt die Leitung der Reisedoku-Abteilung des SFB.
- Januar – Start der Schlagerrallye im WDR.
- 1. Januar – Neustrukturierung der Hörfunkprogramme des Bayerischen Rundfunks (BR).
- 2. Januar – Die BR-Jugendreihe Zündfunk geht erstmals auf Sendung.
- 6. Januar – Die CBS-Reihe Radio Mystery Theater startet auf 218 US-Radiostationen.
- 31. August – Die See-Piratensender Radio Veronica und Radio Nordsee International stellen den Sendebetrieb ein.
- 16. Oktober – Auf Ö3 hat die von Wolfgang Kos entwickelte und zunächst von Wolfgang Hübsch präsentierte Sendung Popmuseum Premiere.

## Fernsehen

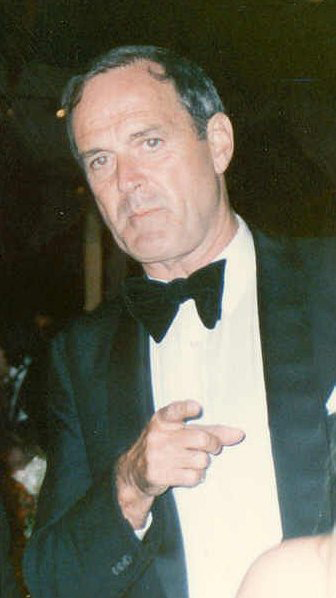
1974: Die BBC strahlt die letzte Folge von Monty Python's Flying Circus aus

- 17. Januar – Der Bühnenmagier Uri Geller erregt durch seinen in der ZDF-Show Drei mal Neun vorgeführten „Löffeltrick“ Aufsehen, bei dem er Essbesteck angeblich allein durch Gedankenkraft verbiegt. Durch ähnliche Auftritte in anderen Fernsehshows löst er Mitte der 1970er Jahre im ganzen deutschsprachigen Raum ein „Gellerfieber“ aus.
- 31. Januar – Das ZDF übernimmt erstmals für Kinder Wickie und die starken Männer.
- 18. März – Auf CBS ist die letzte Folge von Here's Lucy mit Lucille Ball zu sehen.
- 6. April – Die schwedische Gruppe ABBA gewinnt im englischen Brighton den 19. Eurovision Song Contest mit dem Titel Waterloo. Die Single wird zum überraschenden Verkaufserfolg in Europa und den USA. Mit weiteren massentauglichen Titeln wie SOS (1975), Fernando (1976) und vor allem Dancing Queen (1976) gelingt den vier Schweden rasch der Durchbruch zur Weltkarriere, die ungebrochen bis zur Auflösung der Band im Jahr 1982 anhält.
- 27. April – Start der Samstagabendshow Am laufenden Band mit Rudi Carrell.
- 28. April – ZDF-Start der englischen Fantasyserie Catweazle mit Geoffrey Bayldon (dt. Stimme von Hans Hessling)
- 15. Juli – Die US-amerikanische Fernsehmoderatorin Christine Chubbuck begeht in Sarasota, Florida während ihrer Show vor laufenden Kameras mit einem Revolver Suizid.
- 8. August – In einer live von Hörfunk und Fernsehen ausgestrahlten Ansprache gibt US-Präsident Richard Nixon seinen Rücktritt bekannt.
- 13. August – Das Deutsche Fernsehen strahlt die erste Folge von Oh Mary aus.
- 20. Oktober – Start der ZDF-Krimireihe Derrick mit der Folge Waldweg.
- 24. Oktober – Das Deutsche Fernsehen sendet die erste Folge der Krimireihe Kojak – Einsatz in Manhattan im deutschsprachigen Fernsehen.
- 30. Oktober – In einer Ausgabe der von Dietmar Schönherr moderierten Talkshow Je später der Abend ist (neben dem Boxer Bubi Scholz und dem Schauspieler Burkhard Driest) Romy Schneider zu Gast, die zu dieser Zeit vor allem in Frankreich Filme dreht. Ihre Wendung zu Driest mit den Worten: „Sie gefallen mir“ wurde später immer wieder zitiert.
- 11. November – Die Serie Unsere kleine Farm hat Premiere im US-Fernsehen.
- 19. November – Auf NDR, RB und dem SFB ist erstmals die von Radio Bremen produzierte Talkshow III nach 9 zu sehen.
- 5. Dezember – Die BBC strahlt die 45. und letzte Folge von Monty Python’s Flying Circus aus. Titel der Folge: Political Party Protest.

## Geboren
- 17. Februar – Jerry O’Connell, US-amerikanischer Schauspieler und Seriendarsteller (Sliders, Crossing Jordan) wird in New York City geboren.
- 1. März – Mark-Paul Gosselaar, US-amerikanischer Schauspieler (California High School) wird in Panorama City, Kalifornien geboren.
- 24. März – Alyson Hannigan, US-amerikanische Schauspielerin, wird in Washington, D.C. geboren.
- 2. Mai – Laura Dünnwald, deutsche Fernsehmoderatorin (Tagesschau) wird in Berlin geboren.
- 6. Juni – Dunja Hayali, deutsche Journalistin und Fernsehmoderatorin wird in Datteln geboren.
- 11. Oktober – Valerie Niehaus, deutsche Schauspielerin (Verbotene Liebe) wird in Emsdetten geboren.
- 11. November – Matze Knop, deutscher Comedian wird als Matthias Knop in Lippstadt geboren.

## Gestorben
- 15. März – Paul Grupp, deutscher Kameramann stirbt 69-jährig in München. Er drehte u. a. die Fernsehserie Alarm in den Bergen (ZDF, 1965)
- 4. Juni – Ernst Nebhut, deutscher Schriftsteller, Librettist und Drehbuchautor stirbt 75-jährig in Frankfurt am Main. Er schrieb u. a. Drehbücher für Fernsehfilme und Hörspiele.
- 13. Oktober – Edward Vincent Sullivan, US-amerikanischer Entertainer, bekannt als „Ed Sullivan“ stirbt 73-jährig in New York City. Sullivan war von 1948 bis 1974 Gastgeber der Ed Sullivan Show im Fernsehen, die vielen Rockmusikern erstmals einen Auftritt vor einem breitgefächerten Publikum verschaffte.
- 26. Dezember – Jack Benny, US-amerikanischer Vaudevilleartist, Entertainer und Schauspieler stirbt 80-jährig in Beverly Hills. Benny zählt zu den führenden Entertainern in den USA im 20. Jahrhundert, während der 1940er und 1950er Jahre übte er maßgeblichen Einfluss auf die Entwicklung des Genres Sitcom aus. Dem europäischen Programmkinopublikum wurde er in der Rolle des polnischen Schauspielers Joseph Tura in der Ernst-Lubitsch-Farce Sein oder Nichtsein (1942) bekannt.